# تایلر آدامز
تایلر آدامز (انگلیسی: Tyler Adams؛ زادهٔ ۱۴ فوریهٔ ۱۹۹۹) بازیکن فوتبال اهل ایالات متحده آمریکا است که برای باشگاه فوتبال ای‌اف‌سی بورنموث در لیگ برتر فوتبال انگلستان وتیم ملی فوتبال آمریکا بازی می‌کند.
از باشگاه‌هایی که در آن بازی کرده‌است می‌توان به نیویورک رد بولز، لایپزیگ و لیدزیونایتداشاره کرد.
وی همچنین در تیم ملی فوتبال ایالات متحده آمریکا بازی کرده‌است.

## عملکرد باشگاهی

### نوجوانان
آدامز در سال ۲۰۱۱ به آکادمی رد بولز پیوست و قبل از حرفه ای شدن با تیم‌های زیر ۱۳ سال، زیر ۱۴ سال و زیر ۱۶ سال بازی کرد.

### نیویورک رد بولز بی
در ۱۹ مارس ۲۰۱۵، آدامز به نیویورک رد بولز دوم، تیم ذخیره باشگاه که در لیگ فوتبال متحده بازی می‌کرد، پیوست. آدامز در ۴ آوریل ۲۰۱۵ با پیروزی ۴–۱ مقابل تورنتو بی، که اولین پیروزی در تاریخ باشگاه بود، اولین گل خود را برای این تیم رقم زد. آدامز پس از حضور ثابت برای این تیم در طول فصل ۲۰۱۶، به این باشگاه کمک کرد تا با پیروزی ۵–۱ مقابل اسوپ پارک رنجرز دو در فینال جام یو اس ال به قهرمانی برسند.

### نیویورک رد بولز
در ۲۳ ژوئیه ۲۰۱۵، آدامز اولین بازی خود را با تیم اول نیویورک رد بولز انجام داد که در یک بازی دوستانه مقابل قهرمان لیگ برتر چلسی برگزار شد. او گل دوم مسابقه را به ثمر رساند و بازی را با نتیجه ۴–۲ پیروز شد. آدامز اولین قرارداد تیم بزرگسالان خود را در تاریخ ۳ نوامبر ۲۰۱۵ امضا کرد و در سال ۲۰۱۶ به این تیم در اردوگاه تمرین به نمایش درآمد.
آدامز اولین بار نیمکت در ام ال اس خود را به عنوان یک جایگزین بلااستفاده در تاریخ ۱ آوریل ۲۰۱۶، در جریان باخت ۰–۱ برابر نیوانگلند رولوشن و در تاریخ ۱۳ آوریل، اولین بازی خود را انجام داد و در برابر سان خوزه ارث کوئیکز بازی کرد قبل از اینکه دوباره به صورت قرضی به تیم دوم این باشگاه برود.
آدامز در فصل ۲۰۱۷ به عنوان یک بازیکن فیکس برای تیم اول رد بولز ظاهر شد. در ۱۵ اوت ۲۰۱۷، آدامز به تیمش کمک کرد تا با نتیجه ۳ بر ۲ پیروزی مقابل سیسیناتی را کسب کند و در تساوی دقیقه ۷۷ به برادلی رایت - فیلیپس نیز پاس گل دهد. با پیروزی، نیویورک از سال ۲۰۰۳ به اولین فینال جام حذفی خود رسید. آدامز دو گل اول خود در ام ال اس خود را با نتیجه ۳–۳ برابر دی سی یونایتد در ۲۷ سپتامبر ۲۰۱۷ به ثمر رساند.
در تاریخ ۱۳ مارس ۲۰۱۸، آدامز با پیروزی ۳ بر ۱ باشگاه کلاب تیژوانا در لیگ قهرمانان کونکاکاف موفق به گلزنی برای نیویورک شد و به باشگاه کمک کرد تا برای اولین بار به مرحله نیمه نهایی این رقابت‌ها راه یابد.

### لایپزیگ

#### فصل ۲۰۱۹
آدامز در ژانویه سال ۲۰۱۹ به لایپزیگ پیوست و وی به همراه مربی سابق جسی مارش به این تیم پیوست. او اولین پیروزی لیگ خود را در تاریخ ۲۷ ژانویه در پیروزی ۴–۰ مقابل فورتونا دوسلدورف انجام داد. در ۱۶ فوریه، آدامز اولین پاس گل خود در بوندس لیگا را در پیروزی ۳–۱ مقابل اشتوتگارت ثبت کرد. او تمام بازی‌های آوریل را به دلیل آسیب دیدگی در ترکیب مجدد از دست داد و تا آن زمان لایپزیگ یک بازی با او را در زمین بازی از دست نداده بود. در تاریخ ۱۶ مه، آدامز به تیم بازگشت و یازده روز بعد فینال جام حذفی فوتبال آلمان را مقابل بایرن مونیخ آغاز کرد که لایپزیگ بازی را با نتیجه ۰–۳ از دست داد.

#### فصل ۲۰–۲۰۱۹
یک آسیب دیدگی کشاله ران باعث شد آدامز تابستان سال ۲۰۱۹ و نیمه اول فصل ۲۰۱۹–۲۰۲۰ بوندس لیگا را از دست بدهد. او برای آخرین بازی قبل از استراحت زمستانی بازگشت و ۸۶ دقیقه در پیروزی ۳–۱ مقابل آگسبورگ بازی کرد. در تاریخ ۱۰ مارس، آدامز اولین بازی خود در لیگ قهرمانان اروپا را در بازی رفت مرحله دوم مقابل تاتنهام هاتسپور انجام داد، وقتی در دقیقه ۵۶ به عنوان جانشینی برای نوردی موکیله وارد شد که از ناحیه سر دچار مصدومیت شد. آدامز به دلیل مصدومیت جزئی در ساق پا بازی را از دست داد. بازی ۳–۰ (۴–۰ در مجموع) با پیروزی لایپزیگ و پیشروی به دور بعدی به پایان رسید.

### لیدز یونایتد
آدامز در تاریخ ۶ ژوئیه ۲۰۲۲ با قراردادی ۵ ساله با مبلغ ۲۰ میلیون پوند به لیدز یونایتد پیوست. او اولین بازی خود در لیگ را در تاریخ ۶ اوت در ترکیب اصلی طی پیروزی خانگی ۲-۱ مقابل ولورهمپتون واندررز انجام داد. او در حال تحصیل در رشته روانشناسی است و در سال ۲۰۲۳ فارغ‌التحصیل خواهد شد.

## عملکرد بین‌المللی
آدامز در سطح زیر ۱۵ سال، زیر ۱۷ سال و زیر ۲۰ سال نماینده ایالات متحده بوده‌است. او در تمام مسابقات تیمش در مسابقات قهرمانی زیر ۱۷ سال کونکاکاف در هندوراس حضور پیدا کرد و به ایالات متحده کمک کرد تا به جام جهانی زیر ۱۷ سال فیفا ۲۰۱۵ صعود کند. در ماه مه سال ۲۰۱۷ آدامز در مسابقات جهانی زیر ۲۰ سال ۲۰۱۷ در کره جنوبی همه بازی‌ها را برای ایالات متحده انجام داد.
در ۱۴ نوامبر ۲۰۱۷، آدامز اولین بازی خود را برای تیم ملی بزرگسالان بدست آورد و ۹۰ دقیقه کامل را در تساوی ۱–۱ با پرتغال بازی کرد. در ۱۱ سپتامبر ۲۰۱۸، تایلر آدامز در یک بازی دوستانه در ورزشگاه نیسان در نشویل، تنسی، مقابل مکزیک به گل رسید.

## افتخارات

#### زیر ۲۰ سال ایالات متحده
- مسابقات زیر ۲۰ سال کونکاکاف:۲۰۱۷